# Municipio de Barry (Míchigan)
El municipio de Barry (en inglés: Barry Township) es un municipio ubicado en el condado de Barry en el estado estadounidense de Míchigan.

## Geografía
El municipio de Barry se encuentra ubicado en las coordenadas 42°28′1″N 85°22′33″O / 42.46694, -85.37583. Según la Oficina del Censo de los Estados Unidos, el municipio tiene una superficie total de 94.54 km², de la cual 89,16 km² corresponden a tierra firme y (5,69 %) 5,38 km² es agua.

## Demografía
Según el censo de 2010,había 3378 personas residiendo en el municipio de Barry. La densidad de población era de 35,73 hab./km². De los 3378 habitantes, el municipio de Barry estaba compuesto por el 96,83 % blancos, el 0,36 % eran afroamericanos, el 0,3 % eran amerindios, el 0,3 % eran asiáticos, el 0,21 % eran de otras razas y el 2,01 % eran de una mezcla de razas. Del total de la población el 1,48 % eran hispanos o latinos de cualquier raza.
Para el censo de 2020, la cantidad de habitantes ascendió a 3417. Del total, 3109 eran blancos, 15 amerindios, 8 asiáticos, 5 afroamericanos, 102 hispanos o latinos, 28 de otra raza y 252 de dos o más razas.